# Port de Marín et Ria de Pontevedra
Le port de Marín et Ria de Pontevedra se trouve dans les communes de Marín et Pontevedra, en Galice (Espagne). Il est sur la rive sud de la Ria de Pontevedra.
Le port s'étend de Punta Pesqueira dans la commune de Marín à Placeres dans la commune de Pontevedra. Il est utilisé comme port marchand (conteneurs, vrac) et port de pêche. Il est également utilisé comme port de plaisance.

## Histoire
L'activité portuaire a été attestée à Pontevedra et dans sa ria depuis l'Antiquité, grâce à la borne milliaire romaine, qui est conservée au musée de Pontevedra et dont l'inscription fait référence à son importance en tant que voie de communication maritime.
Au XVIe siècle, Pontevedra était la ville la plus importante de Galice et le port de Pontevedra était le plus actif de la région et du nord-ouest de l'Espagne. Certains historiens estiment que le mouvement économique généré par l'installation pourrait atteindre 80 000 ducats par an.
Au XVIIe siècle, le port de Pontevedra a commencé à décliner en raison du manque de profondeur nécessaire pour les navires de plus en plus grands et en raison de l'ensablement causé par les crues du Lérez. L'activité portuaire a été progressivement transférée à Marín.
Au milieu du XVIIIe siècle, la ria de Pontevedra commence son décollage commercial et industriel. Sa richesse en matière de pêche explique l'implantation de nombreuses usines de salaisons et conserveries ainsi que d'autres activités liées à la mer. L'essor et l'importance du port à Marín ont été démontrés dès le XVIIIe siècle grâce au monastère d'Oseira qui l'a ouvert à la pêche et au commerce extérieur.
En 1861, le port de Marin devint un important point de départ des nouvelles routes vers l'Amérique. Un service de voyage direct aller-retour vers Buenos Aires et Montevideo a été inauguré. En 1868, Marín devint un district maritime de première classe en Espagne et bénéficia des services de nombreux consulats européens et sud-américains en raison de l'important mouvement commercial et migratoire.
En 1883, le conseil municipal de Pontevedra a demandé que le port de Marín soit un port d'intérêt général et a été ainsi qualifié le 30 août 1886.
Le 5 mars 1933, le siège de l'autorité portuaire a été inauguré à As Corbaceiras, dans le port de Pontevedra.
En 1992, avec la loi des ports de l'État et de la marine marchande, l'entité responsable du port de Marín devient l'autorité portuaire de Marín et Ría de Pontevedra.
Le 30 juillet 2010, le nouveau siège de l'autorité portuaire a été inauguré à l'intérieur du port, dans le parc Cantodarea à Marín.

## Quais et installations
Le port de Marín dispose d'un total de 1 806 mètres de quais commerciaux pour le trafic maritime et de 2 686 mètres de quais de pêche utilisés pour les activités de pêche et d'approvisionnement. Le port dispose de plus de 75 hectares d'espace portuaire et de plus de 9 800 hectares de zone maritime.

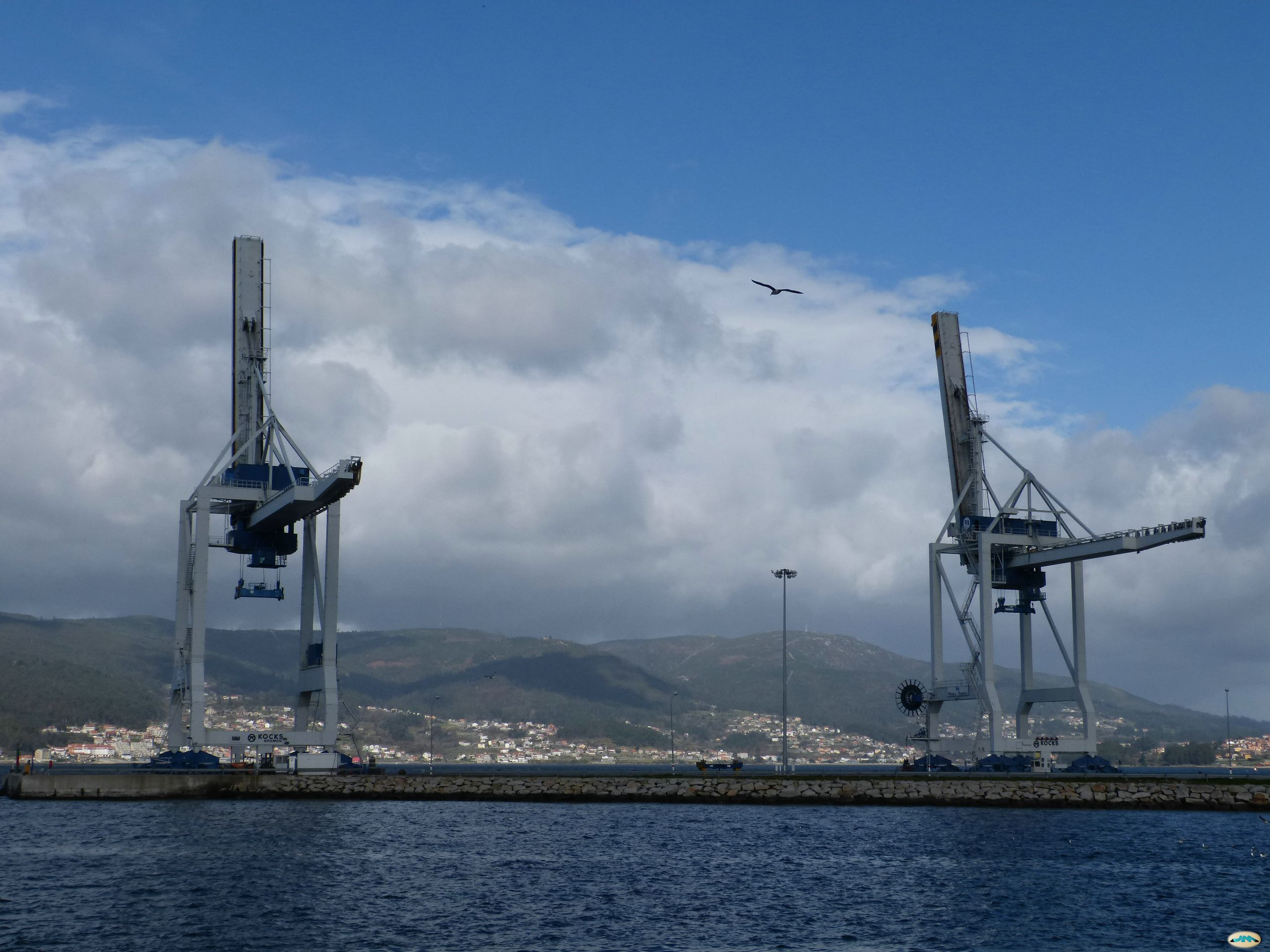
Grues du port de Marín

Le port dispose, entre autres, d'une criée moderne et climatisée, d'un terminal couvert, d'un réseau ferroviaire interne, d'un poste d'inspection frontalier et de deux chantiers navals.

### Quais commerciaux
- Quai commercial de Marín: Marchandises générales
- Nouveau quai commercial de Marín no 0: Réparations
- Nouveau quai commercial de Marín no 1: Marchandises générales
- Quai Manuel Leirós 1: vrac solide par installation spéciale, marchandises générales
- Quai Manuel Leirós 2: vrac solide par installation générale, marchandises générales
- Quai commercial Sud: marchandises générales
- Quai transversal Manuel Leirós: marchandises générales
- Quai Adolfo Reboredo 1: Porte-conteneurs, marchandises générales
- Quai Adolfo Reboredo 2: Porte-conteneurs, marchandises générales
- Quai Adolfo Reboredo 3: Porte-conteneurs, marchandises générales
- Quai Est d'expansion: marchandises générales
- Quai Ouest: marchandises générales, vrac

### Quais de pêche
- Quai de pêche Nord
- Quai de pêche Est
- Quai de pêche Sud
- Quai de pêche Ouest de pêche côtière
- Quai de pêche Est de pêche côtière
- Quai de pêche Sud de pêche côtière
- Rampe de pêche côtière
- Jetées flottantes
- Jetée de passagers de ria
- Quai Île de Ons
- Quai de réparations 1
- Quai de réparations 2

## Trafic

### Trafic commercial
En 2017, le trafic total du port de Marín et Ría de Pontevedra a été de 2 523 054 tonnes. Le vrac a représenté 915 812 tonnes par an. Les marchandises les plus couramment importées sont les fruits, les céréales, la pâte à papier, le poisson surgelé ou les produits sidérurgiques. Le port de Marín est également un grand nœud logistique pour la réception, le traitement et l'expédition de produits de la mer surgelés.
Le trafic a sensiblement augmenté ces dernières années, notamment grâce au terminal de conteneurs qui a généré un mouvement de 88 938 tonnes en 2017.

## Liaisons routières et ferroviaires

### Liaisons internes

#### Trafic routier
Les quais sont reliés par un réseau de routes intérieures de pavés de granit sur béton.

#### Chemin de fer
Le port de Pontevedra possède un réseau interne de chemin de fer qui permet l'accès aux zones de déchargement et aux dépôts. Ce réseau ferroviaire intérieur compte 7 000 mètres de voies.

### Liaisons avec l'extérieur

#### Trafic routier
Le port est relié à l'autoroute périphérique de Pontevedra, permettant un accès aisé avec le reste du pays, notamment par la AP-9 (La Corogne-Tui).
La PO-11 est une autoroute urbaine de 4 km environ qui relie l'AP-9 et la PO-10 (Rocade sud de Pontevedra) au Port de Marín située au sud-ouest de l'agglomération. Elle dessert le port et permet d'accéder directement au port sans traverser Pontevedra depuis l'AP-9.Elle prolonge la Rocade sud (PO-10) et croise l'AP-9 au sud de Pontevedra.Elle bifurque ensuite avec la pénétrante ouest (PO-12) au sud-ouest de l'agglomération pour ensuite longer la côte Atlantique jusqu'au Port de Marín.
| Sorties | Villes |            |
| ------- | --- | ---------- |
|         | Pontevedra Nord - Saint-Jacques-de-Compostelle - La Corogne Vigo - Tuy - Portugal Pontevedra Sud - Ourense A-57 | AP-9 PO-10 |
|         | Pontevedra Ouest - Pontevedra-Avenida de Marin                                                                  | PO-12      |
| 01      | Zones Industrielles                                                                                             |            |
| 02      | Port de Pontevedra Seulement pour les autorisés                                                                 |            |
|         | Marín Centre - Marín-Avenida del Marquès de Valterra                                                            |            |

#### Chemin de fer
Le chemin de fer de la zone de service du port de Marín est relié au réseau national via la gare principale de Pontevedra, permettant le transport de marchandises par l'intermédiaire de la RENFE.

## Galerie d'images

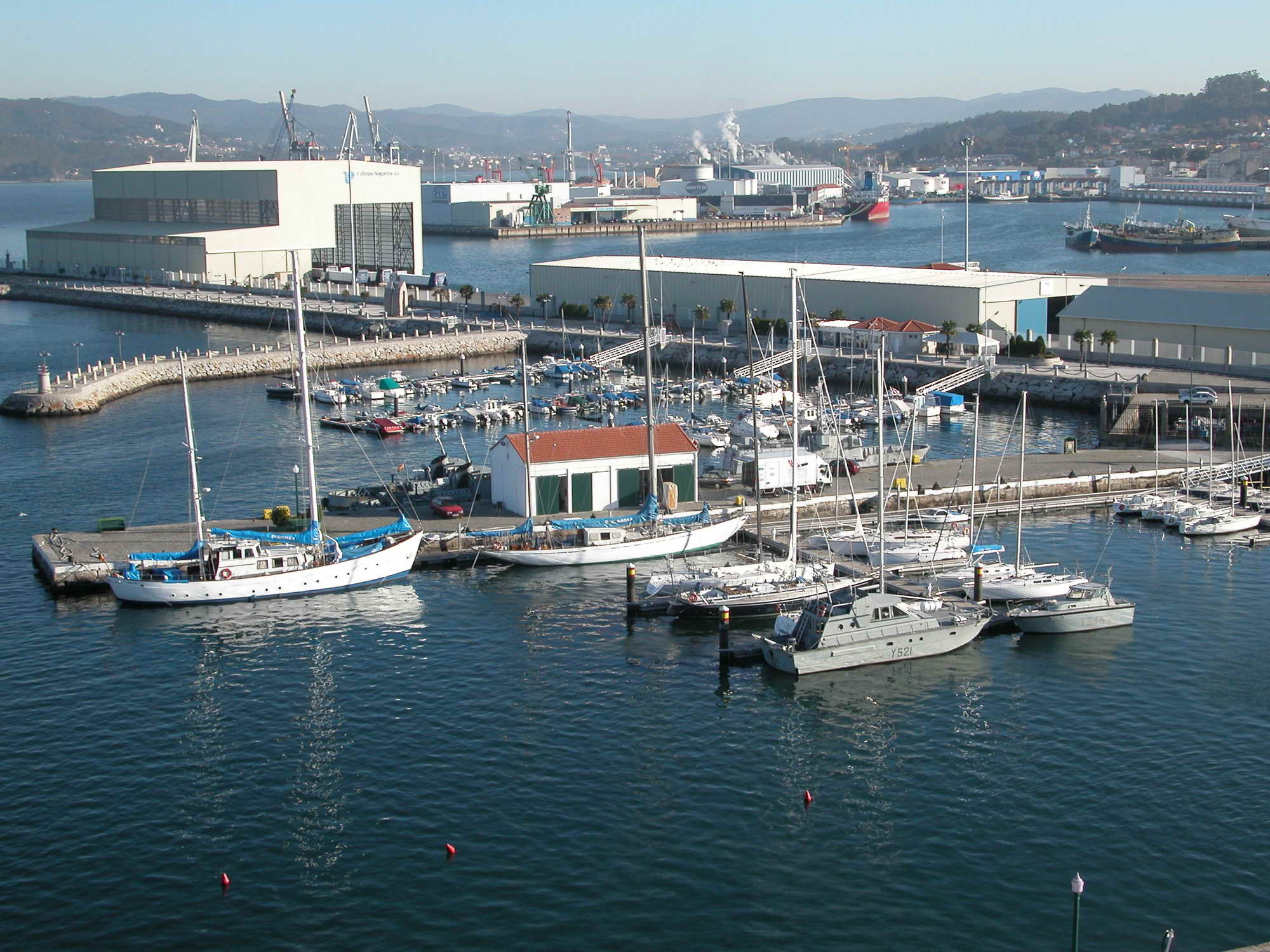
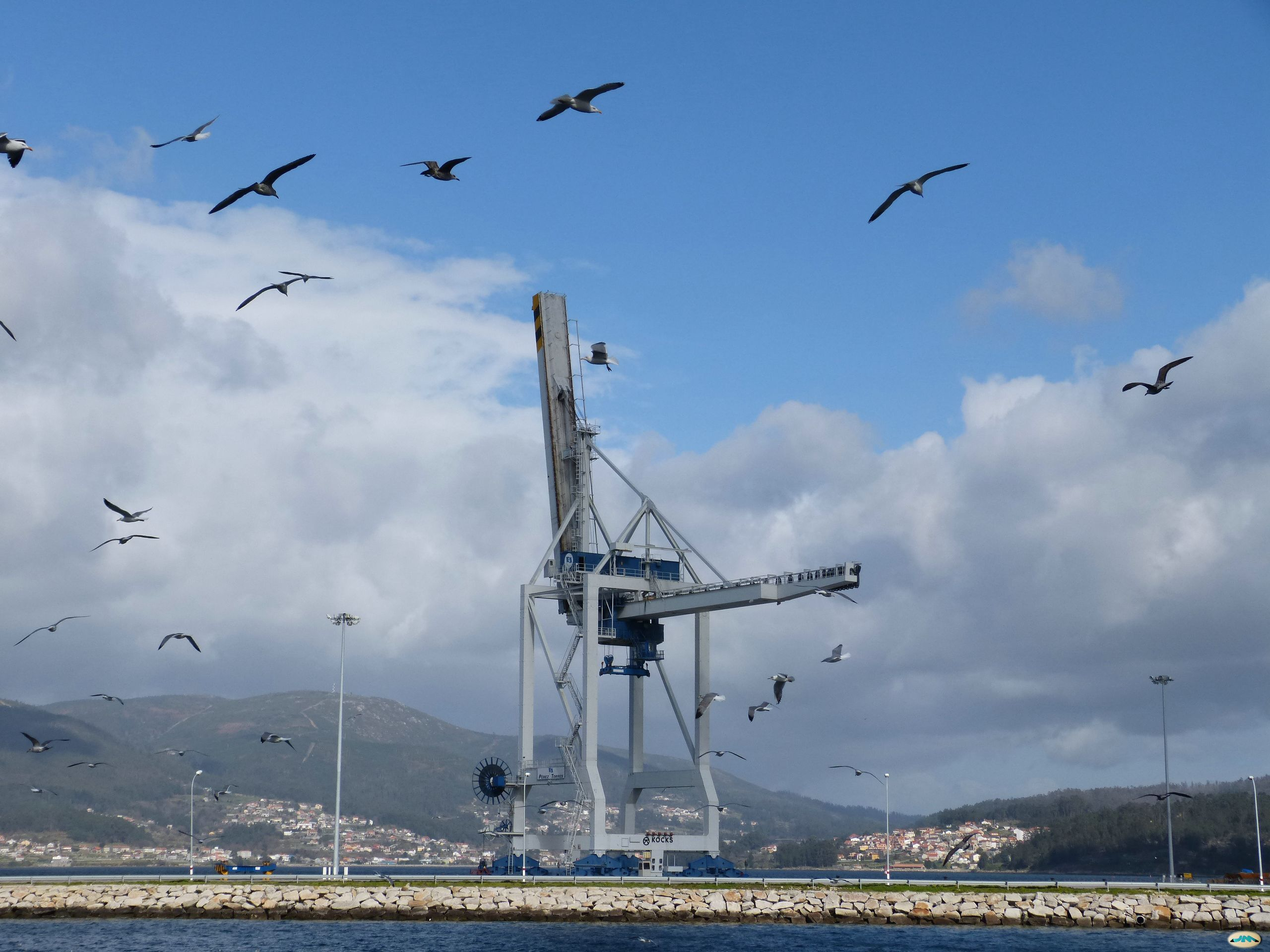
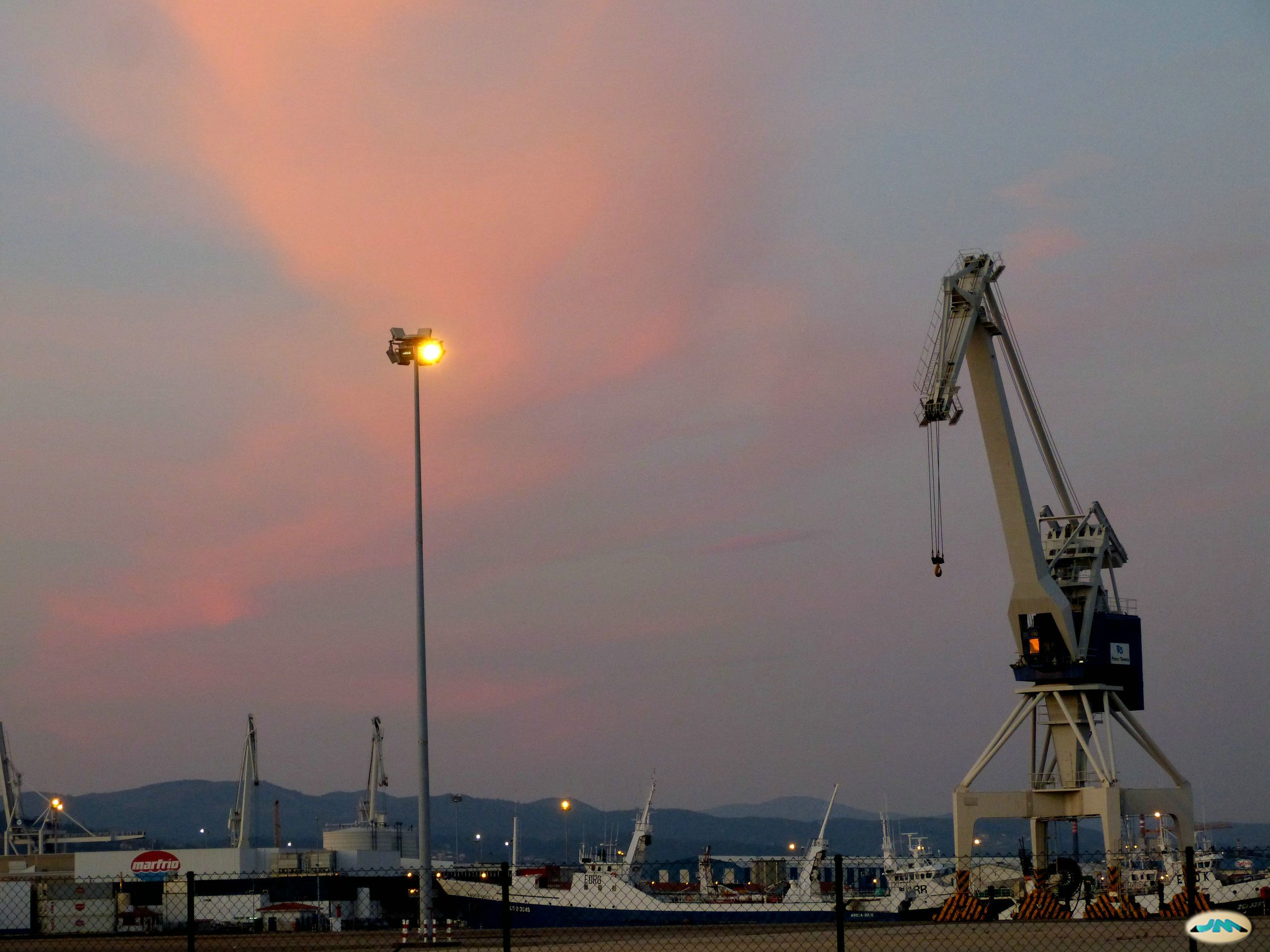
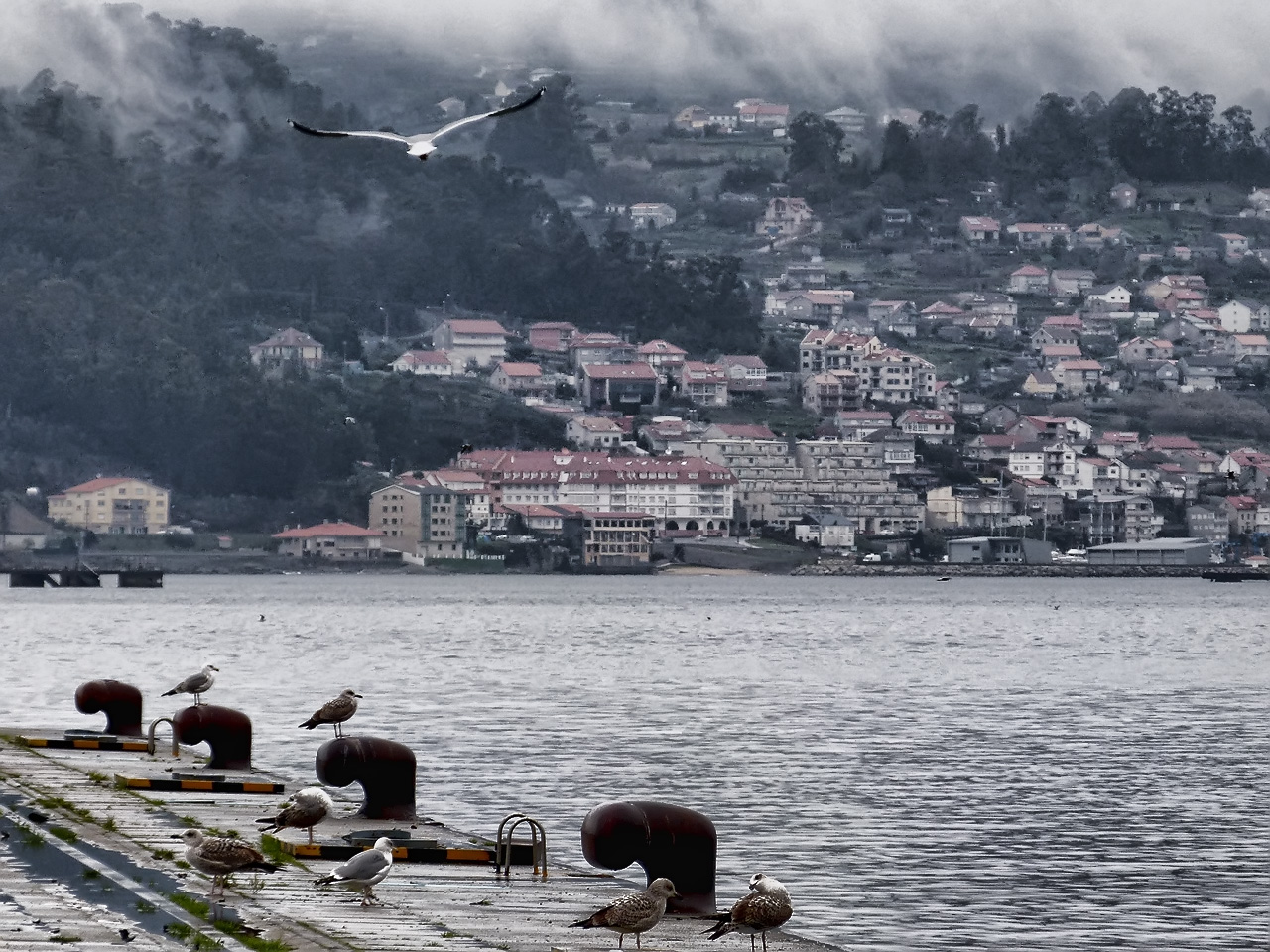
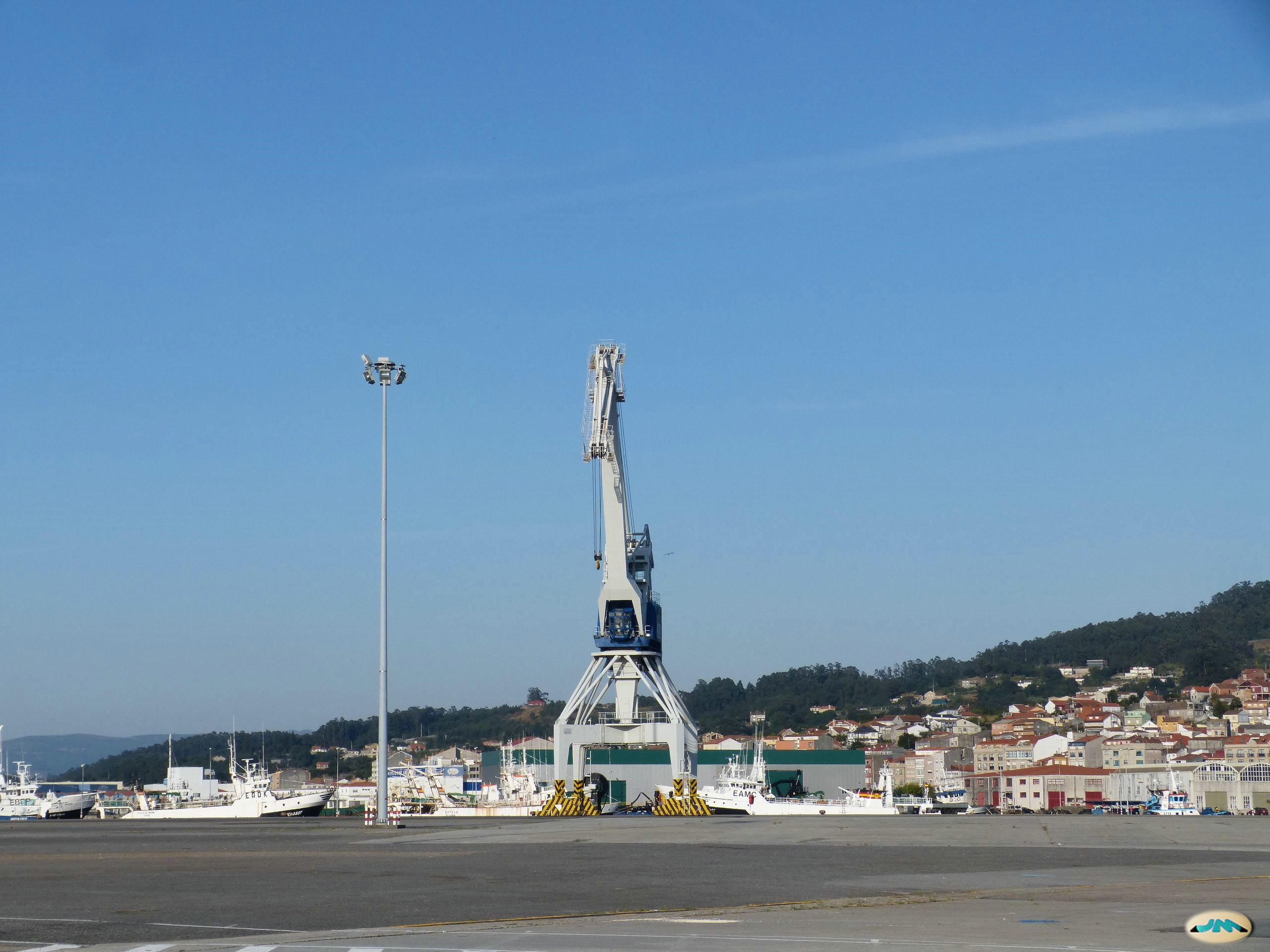
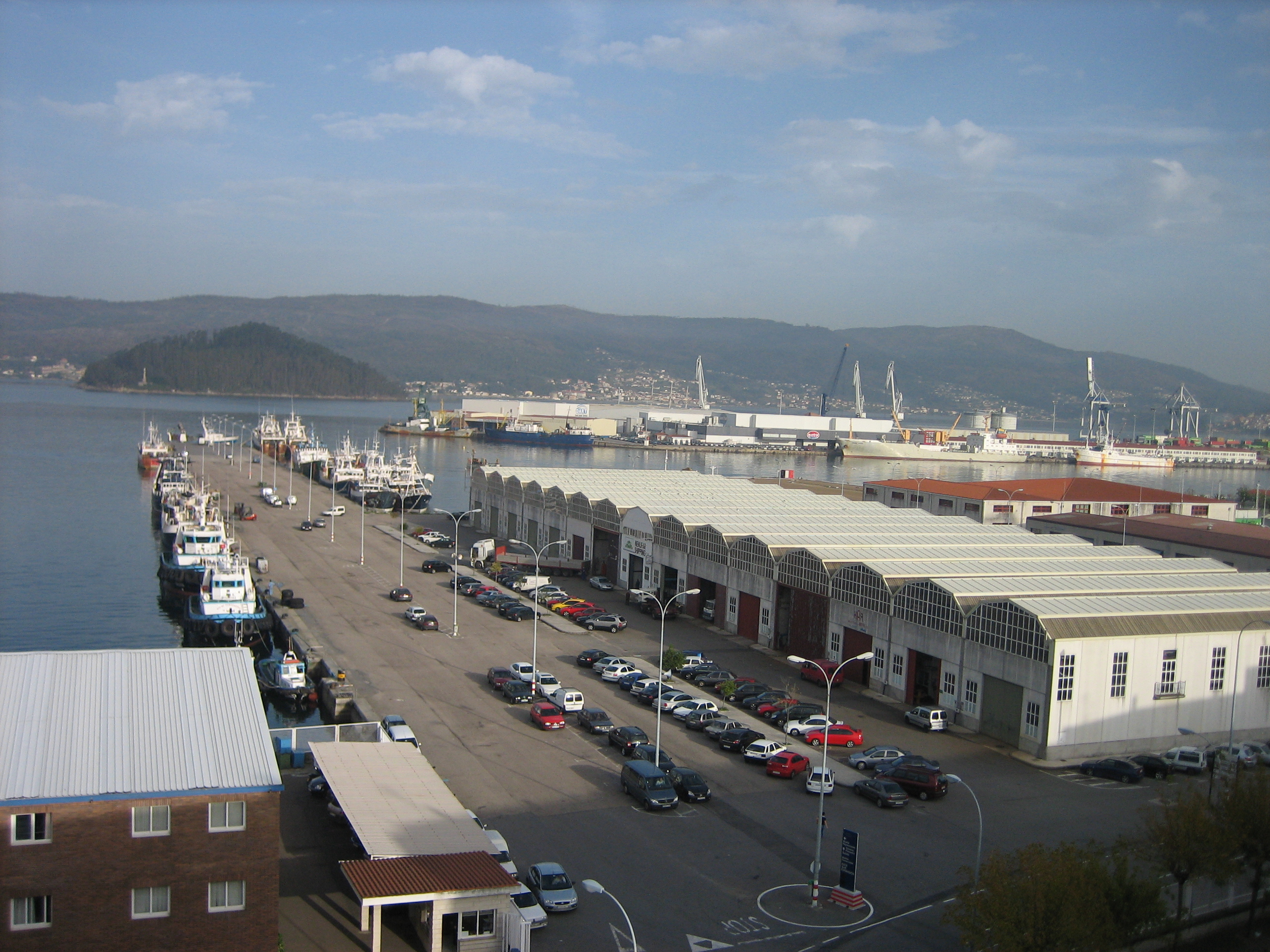
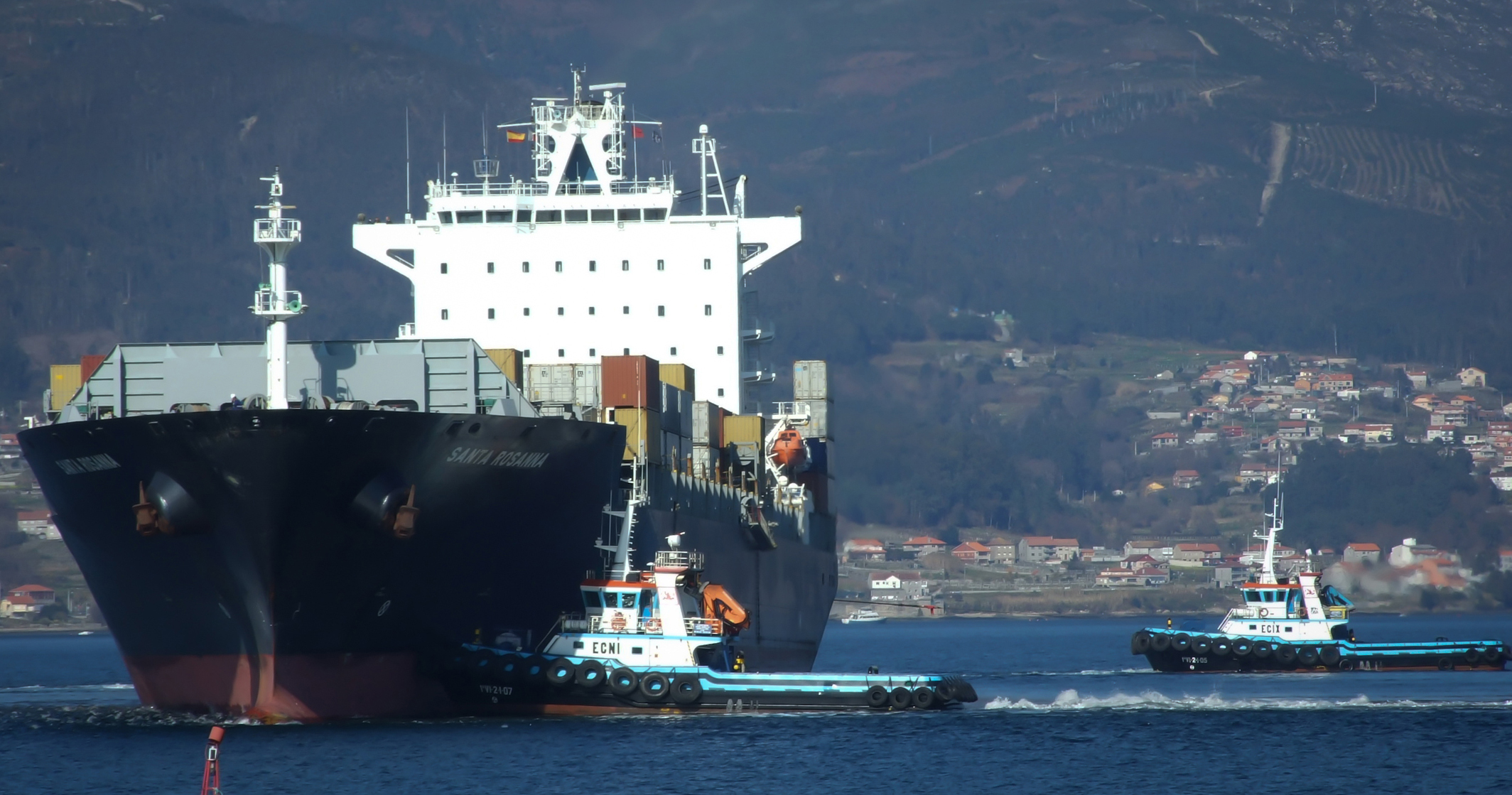
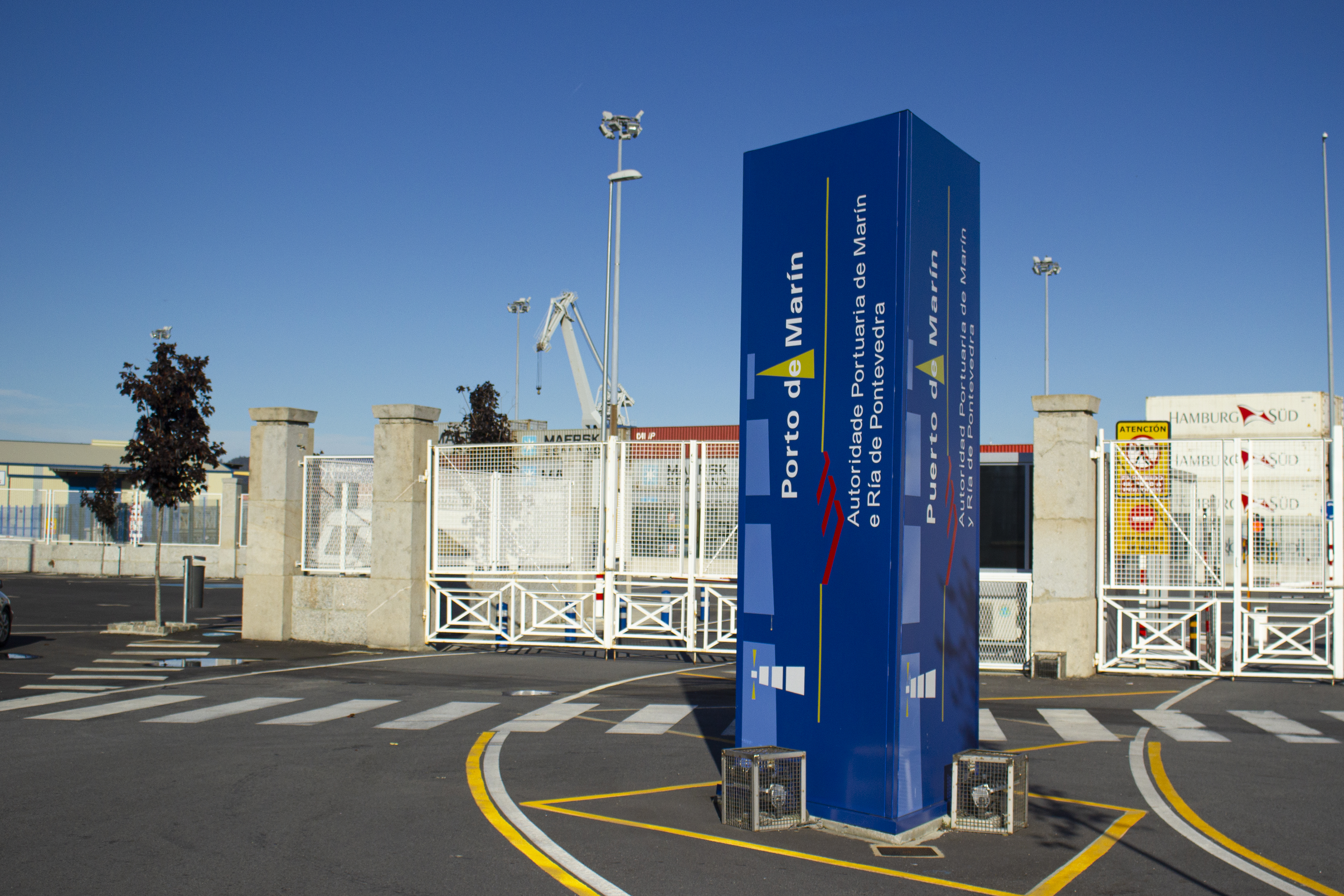
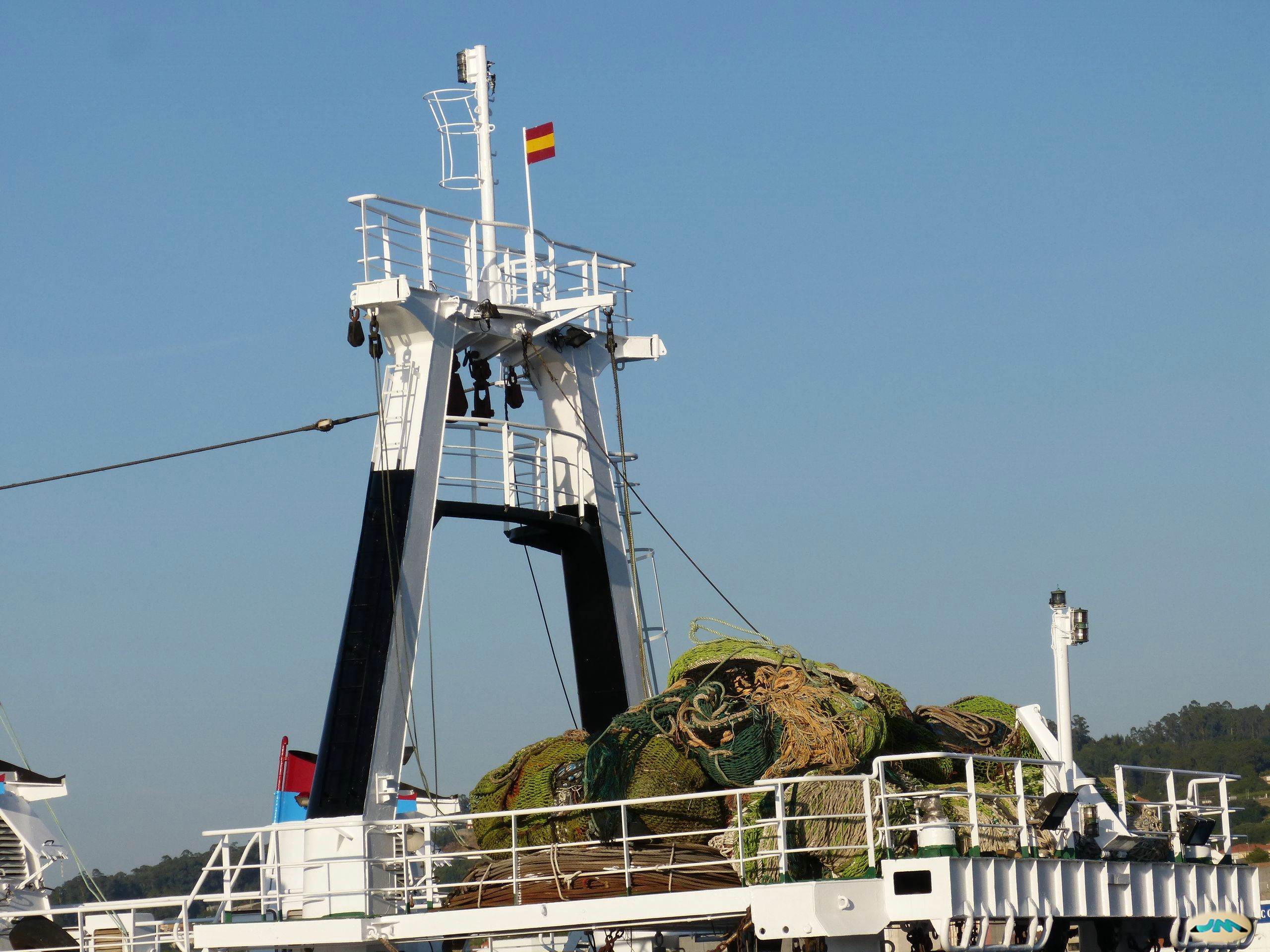
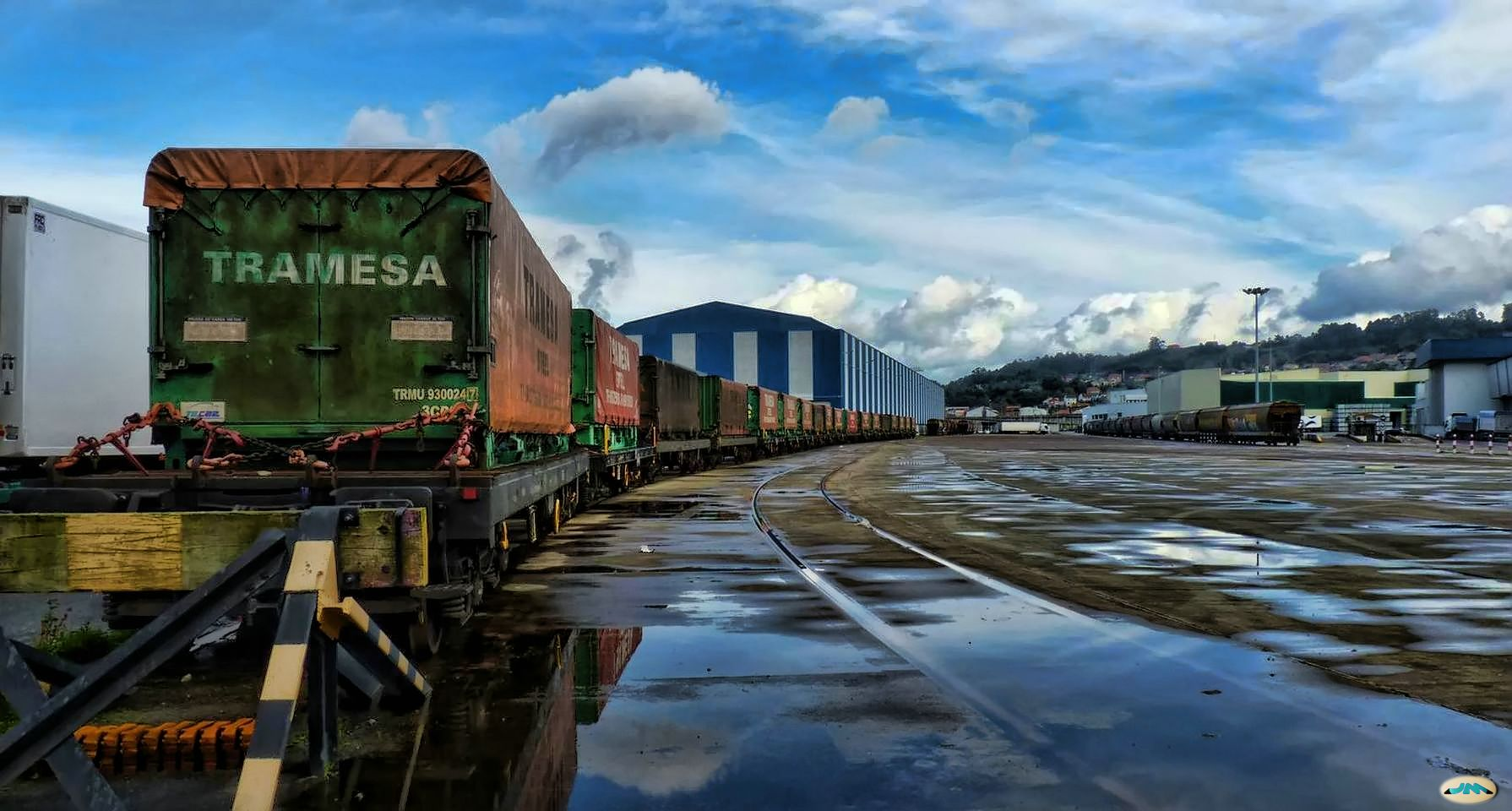
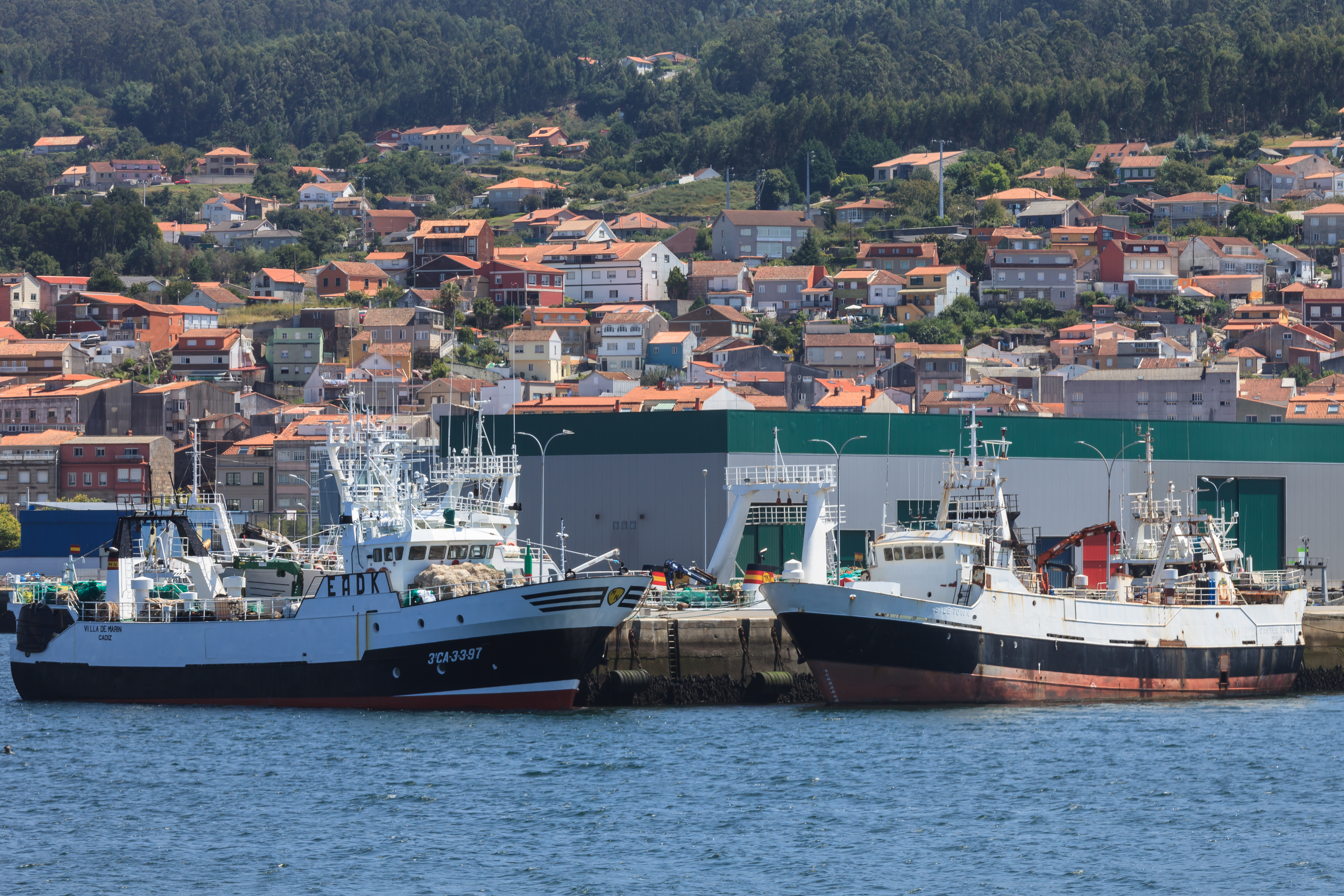
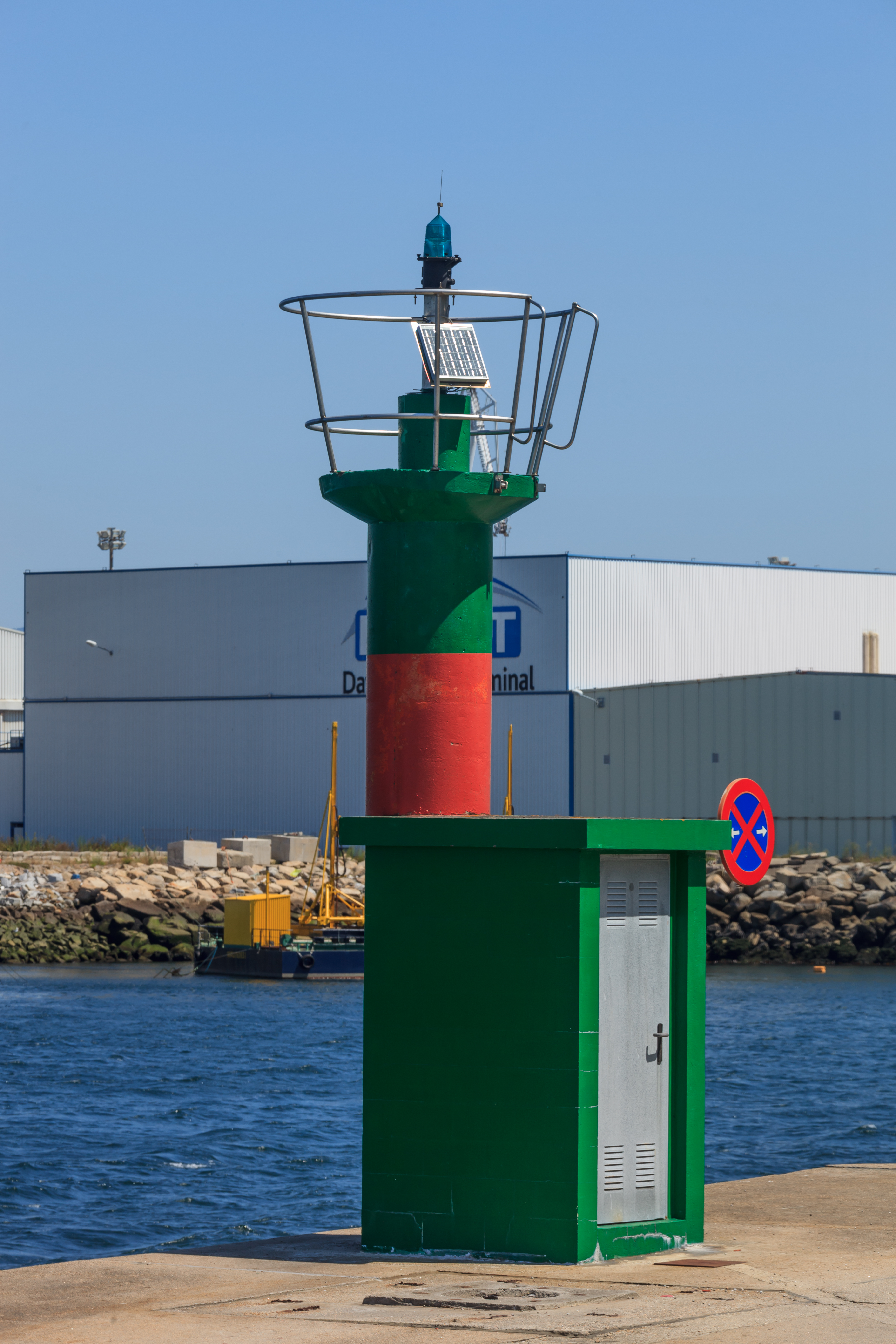